# Ischnurges rhodographalis
Ischnurges rhodographalis là một loài bướm đêm trong họ Crambidae.